# Salvador Laporta
Salvador Laporta (nacido el 7 de mayo de 1912 - ?) fue un futbolista argentino. Jugaba como mediocampista y su primer club fue Rosario Central.

## Carrera

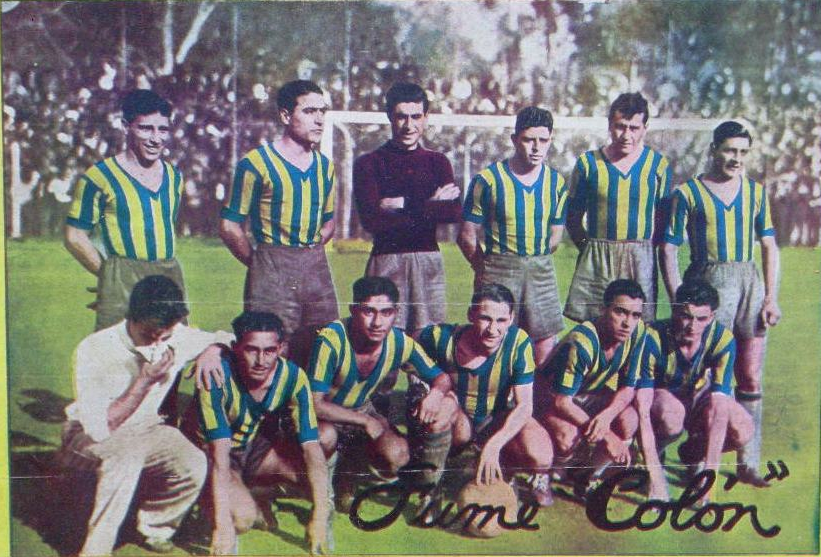
Rosario Central en 1937. Parados: Rafael Luongo, Justo Lescano, Pedro Aráiz, Ignacio Díaz, Germán Gaitán, Alberto Espeche; hincados: Rosario Gómez, Ricardo Cisterna, Benjamín Laterza, Salvador Laporta, Aníbal Maffei.

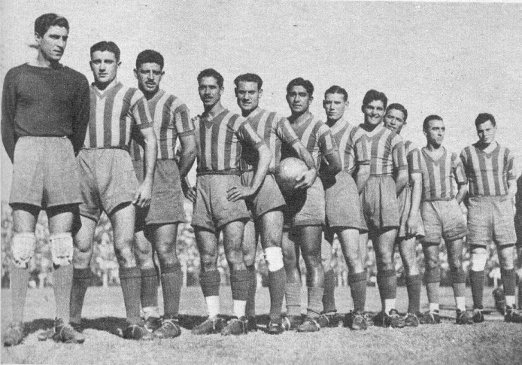
Rosario Central en 1939. De izquierda a derecha: Pedro Aráiz, Constancio Rivero, Ignacio Díaz, Héctor Vidal, Raúl Martínez, Ricardo Cisterna, Alfredo Fógel, Pedro Perucca, Francisco Rodríguez, Salvador Laporta, Juan José Grassi.

Debutó en el canalla en 1931, primer año de la era profesional del fútbol argentino, con Central disputando con su primer equipo los torneos de la Asociación Rosarina de Fútbol. Su partido debut sucedió el 16 de agosto de 1931, cuando Rosario Central igualó como visitante frente a Central Córdoba de Rosario 2-2, en cotejo correspondiente a la séptima fecha del Torneo Gobernador Luciano Molinas, liga de Primera División de la Rosarina. 
A partir de 1937 logró continuidad como titular; ese mismo año se destacó en la obtención del doblete de títulos por parte de su equipo (el Molinas y el Torneo Hermenegildo Ivancich) convirtiendo 16 goles en 17 partidos.  Dos de ellos fueron los de su equipo en la igualdad ante Newell's Old Boys por el clásico rosarino disputado el 18 de julio por la 12.ª fecha del Molinas. 
Luego de repetir el título de liga en 1938, Rosario Central ingresó al año siguiente a jugar el Campeonato de Primera División de AFA. Laporta estuvo presente en el cotejo debut para el cuadro rosarino, el 19 de marzo de 1939 frente a Huracán (derrota 5-1). Su etapa en Central se prolongó hasta fines de 1940, sumando 107 partidos jugados y 27 goles convertidos. Demostró cualidades de juego variadas, ya que era un volante con gol, pero también con sacrificio para la marca.
En 1941 pasó a Banfield, donde jugó 4 temporadas (83 partidos y 21 goles).

## Clubes
| Club            | País      | Año       |
| --------------- | --------- | --------- |
| Rosario Central | Argentina | 1931-1940 |
| Banfield        | Argentina | 1941-1944 |

## Palmarés
| Equipo          | Liga     | País      | Título             | Año  |
| --------------- | -------- | --------- | ------------------ | ---- |
| Rosario Central | Rosarina | Argentina | Torneo Preparación | 1936 |
| Rosario Central | Rosarina | Argentina | Torneo Molinas     | 1937 |
| Rosario Central | Rosarina | Argentina | Torneo Ivancich    | 1937 |
| Rosario Central | Rosarina | Argentina | Torneo Molinas     | 1938 |